# Verbascum vacillans
Verbascum vacillans är en flenörtsväxtart som beskrevs av Svante Samuel Murbeck. Verbascum vacillans ingår i släktet kungsljus, och familjen flenörtsväxter. Inga underarter finns listade i Catalogue of Life.